# ماموجو

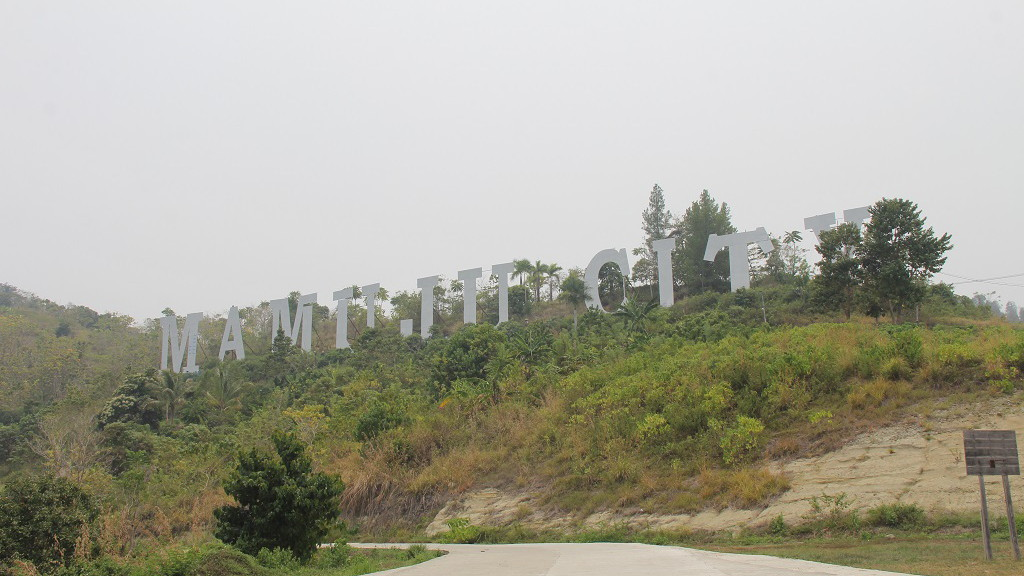
سازهٔ نام انگلیسی شهر ماموجو در بالای بلندی شهر - ۲۰۱۵

ماموجو (اندونزیایی: Kota Mamuju) یکی از شهرهای اندونزی و پایتخت استان سولاوسی غربی است. این شهر پیش‌تر بخشی از استان سولاوسی جنوبی محسوب می‌شده‌است. ماموجو شهری کوچک و وابسته‌است. مراکز عمدهٔ کشاورزی در این ناحیه شامل نانگکا، رامبوتان، دوریان، براس و پیسانگ می‌شود.
ماموجو نیز همانند بسیاری از شهرهای اندونزی غالباً مسلمان‌نشین است و مساجد بسیاری در نقاط مختلف این شهر وجود دارد. هرچند مسیحیان نیز در این شهر چندین کلیسا دارند. شمار بودایی‌ها در ماموجو بسیار اندک است. هندوهای این شهر نیز با مسلمانان آمیخته شده‌اند.

## بافت جمعیتی
همانند بسیاری مناطق در سولاوسی غربی، ماموجو یک شهر با اکثریت مسلمان، با تعداد زیادی مسجد است. اگرچه مسیحیت نیز با چندین کلیسا حضور خود را به اثبات رسانده است، علاوه بر یک جمعیت کوچک بوداییان.